# Estación de Horta Vella
Horta Vella es un apeadero de la línea 1 de Metrovalencia. Se encuentra junto a la carretera de Burjassot-Torres Torres, en el término municipal de Bétera.
Del 27 de junio al 31 de agosto de 2025, por obras de mejora en varias estructuras de la autovía A-7 colindantes con la infraestructura de metro, el tramo Bétera-Masies de la línea 1 permanecerá cerrado. Se habilitará un servicio alternativo de autobuses con parada en las estaciones afectadas.

## Historia
Fue inaugurado el 8 de octubre de 1988 como apeadero de FGV. Anteriormente el apeadero se conocía bajo el nombre de Sanatori Psiquiàtric.
Del 30 de octubre al 2 de diciembre de 2024, a consecuencia de las graves inundaciones acontecidas en la provincia de Valencia, la estación permaneció cerrada.